# یوما آسامی
یوما آسامی (انگلیسی: Yuma Asami؛ زاده ۲۴ مارس ۱۹۸۷) یک بازیگر پورنوگرافی اهل ژاپن است.